# Monero
Monero (XMR) est une cryptomonnaie open source axée sur la vie privée et la décentralisation lancée le 18 avril 2014 sous le nom de BitMonero, avant d'être raccourci à Monero (qui signifie littéralement « pièce » en espéranto). Monero utilise l'algorithme CryptoNote avec quelques différences importantes par rapport au bitcoin : la chaîne de blocs présente un obscurcissement avec un temps de minage d'un bloc et une émission de nouvelle monnaie réduite. 
Monero bénéficie du soutien continu de sa communauté, et son architecture de code modulaire a été saluée par Wladimir J. van der Laan, un responsable de Bitcoin Core. 
La masse monétaire du Monero est passée de 3,7 millions de dollars US (3 décembre 2015) à plus de 1,2 milliard de dollars US en août 2017. Cette dernière est au même niveau en septembre 2019 bien que le nombre de Monero en circulation soit désormais de 17 millions.
Le 10 janvier 2017, le chiffrement des transactions s'est renforcé avec l'utilisation facultative de l'algorithme en signature de cercle ou Ring Confidential Transactions développée par Gregory Maxwell de Bitcoin Core et le recours à des adresses furtives (stealth addresses). Cette option, activée à partir du bloc 1220516, permet de masquer les montants de transaction.

## Caractéristiques
Monero fonctionne sur Windows, Mac, Linux et FreeBSD en recourant à la méthode de la preuve de travail pour créer des blocs additionnels dans la chaîne de bloc.
L'algorithme permet de créer environ 18,4 millions de pièces sur une période de 8 ans,. 
Plus précisément, 18,132 millions de pièces d'ici à la fin de mai 2022, puis une « émission de queue » constante de 0,6 XMR par bloc de 2 minutes. 
Cette émission résiduelle créera une inflation perpétuelle de moins de 1 % par an afin de conserver une incitation de minage pour les mineurs.

## Consensus
Monero utilise un consensus par preuve de travail.
L'algorithme utilisé par cette preuve de travail est RandomX, depuis le hard fork de décembre 2019.
Cet algorithme a été conçu pour que la monnaie continue de résister aux ASIC qui, selon ses développeurs, empêchent le commun des mortels de miner avec du matériel standard. Cet avis est cependant discuté depuis la baisse du prix des ASIC, et à cause du risque d'attaque des 51 %, jugées plus fréquentes sur les monnaies étant minées par CPU.

## Utilisation
Monero permettant de cacher l'origine, le montant et le destinataire d'une transaction, la crypto-monnaie est préférée au Bitcoin par les criminels,,. Son succès émerge en 2016 avec son utilisation par le marché du darkweb AlphaBay.
Monero permet aussi d'échanger entre particuliers pour les transactions non soumises à des taxes (dues à sa courte fréquence de bloc et un faible frais de transaction aidé par l'émission constante de la monnaie), mais l'adoption est encore faible.

## Forks et hard-forks

### Wownero
Le Wownero est un meme coin forké du Monero.